# Siegfried Ballerstedt
Siegfried Ballerstedt, né le 5 décembre 1937 à Aschersleben, est un joueur de water-polo ayant évolué sous les couleurs de l'Allemagne de l'Est et de l'équipe unifiée d'Allemagne.

## Biographie
Siegfried Ballerstedt est capitaine de l'équipe allemande disputant les Jeux olympiques d'été de 1964 à Tokyo, terminant à la sixième place.
En 1966, il est finaliste du Championnat d'Europe de water-polo masculin avec l'équipe d'Allemagne de l'Est et finaliste de la Coupe d'Europe des clubs champions avec le SG Dynamo Magdebourg. Il dispute ensuite sous les couleurs de la RDA les Jeux olympiques d'été de 1968 à Mexico, terminant à la sixième place.
Il est marié à la nageuse allemande Barbara Göbel.